# 花×華
『花×華』（はなはな）は、岩田洋季による日本のライトノベル。イラストは涼香が担当している。電撃文庫（アスキー・メディアワークス）より2010年3月から2013年8月まで刊行された。高校生の男女の三角関係を映画撮影を交えて描いたラブコメ作品。
メディアミックス展開として、アスキー・メディアワークスの隔月刊雑誌『電撃萌王』2012年6月号から2015年10月号まで、すらだまみによるコミカライズ版が連載された。

## あらすじ
ごく普通の男子高校生「園端夕」は2年生に進級する前日、同じ「はな」という名を持ちながら全く正反対のタイプであるふたりの少女「成宮花」と「東雲華」から同時に好きだと告白されてしまう。その日から、夕は毎日のように彼女たちから熱烈なアプローチをかけられ続ける。花と華はやがて夕の所属する映像研究会に入り、夕はふたりをヒロインとした映画を撮影することになる。

## 登場人物

### 映像研究会
園端 夕（そのはな ゆう）
本作の主人公。美桜高校の2年D組に所属する男子生徒。勉強はさほど得意ではなく、運動は大の苦手。母「園端さくら」と二人で、とあるマンションの707号室で暮らしている。亡き父「園端朝地」は有名な映画監督だった。学校ではその父がかつて創設した「映像研」こと映像研究会に所属している。
成宮 花（なるみや はな）
2年生から夕とクラスメイトになった少女。明るく活発な性格で、勉強は苦手だが運動神経は抜群に良く、普段からさまざまな運動部の助っ人として活動している。彼女自身はどこの部活にも入っていなかったが、物語開始後まもなく夕の所属する映像研に入部した。実家は「中華食堂 伯林」という中華料理店を経営している。成宮家は花と花の両親、祖母および弟3人、妹1人の計8人家族。
東雲 華（しののめ はな）
花と同じく2年生から夕のクラスメイトになった少女。大企業「東雲造船」の令嬢であり、教師や上級生を含め、周囲の人間から「華さま」と呼ばれている。本人は金持ちであることを鼻にかけた様子がまったくなく、いつも礼儀正しく振る舞う。幼い頃から演劇のレッスンをしており、所属している学校の演劇部ではエース。しかし、花と同様に映像研に入るため、演劇部をあっさりと退部してしまった。しばしば妄想することがある。
木村 知佳（きむら ちか）
夕と同じマンションの8階に暮らしている幼馴染の少女。夕より1歳年上で美桜高校の3年C組に在籍している。映像研の部長。夕とともに映画の撮影に携わる。花や華に好かれる夕をからかっている。花や華とは違い、夕からは異性として意識されていない。
来栖 芹奈（くるす せりな）
美桜高校の1年C組。映像研部員。
山ノ井 朱美（やまのい あけび）
美桜高校の1年A組。映像研部員。華とは昔からの知り合い。
加東 菫子（かとう すみれこ）
美桜高校の1年B組。映像研部員。写真が趣味。麗亜の妹。

### 映画部
蓮井 福助（はすい ふくすけ）
美桜高校の映画部部長にして生徒会の会計を務める3年生。園端朝地の大ファンで、その息子である夕によく話しかけてくる。
鴻池 蘭子（こうのいけ らんこ）
美桜高校映画部副部長を務める3年生の女生徒。クールビューティーとして校内での人気が高い。卒業後は劇団に所属することが決まっており、演技について強い拘りを持つ。花からは何故か「こうのとり先輩」と呼ばれる。第2巻より登場する。
小泉 よもぎ（こいずみ よもぎ）
美桜高校映画部員。ロリータファッションが特徴的な、ポジティブな性格。第2巻より登場する。
山口 義之（やまぐち よしゆき）
映画部員の3年生。夏休み中の撮影で蘭子と共に主役を演じる。
加東 麗亜（かとう れいあ）
美桜高校映画部の2年生。ニックネームは「かとれあ」。

### その他の生徒・教師
篠田 武志（しのだ たけし）
夕と1年生の時からのクラスメイトである友人。
山田 美園（やまだ みその）
美桜高校の演劇部部長であり、生徒会長でもある3年生女生徒。演劇部のエースだった華が退部して映像研に入ってしまったことを悔しがっている。第1巻から登場するが、フルネームが判明したのは第5巻である。
城本先生（しろもとせんせい）
夕たちのクラスである2年D組の担任を務める男性の英語教師。通称「イベリー城本」。
月野先生（つきのせんせい）
映像研の顧問を務める初老の教師。

### 主要人物の家族等
園端 さくら（そのはな さくら）
夕の母親。旧姓は相沢（あいざわ）。「トイボックス」という名の飲み屋を営んでいる。
園端 朝地（そのはな あさじ）
夕の父親。夭逝した高名な映画監督。美桜高校映像研究会の創設者でもある。
成宮 麻菜（なるみや まな）
花の妹。年幼く、まだ5〜6歳程度と思われる。
成宮 翔太（なるみや しょうた）
花の弟で成宮家の長男。
東雲 緋紗子（しののめ ひさこ）
華の母親。華からあまりよく思われていない。
牡丹 駿平（ぼたん しゅんぺい）
美桜町出身の人気俳優。美桜高校のOBであり、在学中は園端朝地、相沢さくらと共に映像研に入っていた。

## 用語
美桜町（びおうちょう）
物語の舞台となる町。人口およそ七万人。「美桜十二景」と呼ばれる観光名所で知られ、花の都として名高い。太平洋付近に位置する。
美桜高校（びおうこうこう）
夕たちが通っている高校。夕の父の朝地や牡丹駿平なども美桜高校の出身。
"美桜"
園端朝地が美桜高校3年生だったとき、当時の映像研メンバーと共に撮影したサイレント映画。ヒロインは夕の母・さくら。
百合ヶ峰（ゆりがみね）
美桜町にある標高212メートルの山。付近には百合ヶ峰と太平洋を一望できる「百合ヶ峰展望台」や、東雲家が管理する「百合ヶ峰展望公園」がある。
中華食堂 伯林（ちゅうかしょくどう べるりん）
成宮家が営んでいる中華料理店。花の母方の祖父が創業した店で、「伯林」という店名は母方の姓が「林田」であることに由来する。ドイツの首都であるベルリンとは無関係。
トイボックス
夕の母が営んでいる飲み屋。知佳はここで「日向ひまわり」という名でバイトしている。

## 既刊一覧

### 小説
- 岩田洋季（著）・涼香（イラスト） 『花×華』 アスキー・メディアワークス〈電撃文庫〉、全8巻
  1. 2009年4月10日発売[1]、ISBN 978-4-04-868399-9
  2. 2009年8月10日発売[2]、ISBN 978-4-04-868768-3
  3. 2010年2月10日発売[3]、ISBN 978-4-04-870378-9
  4. 2011年9月10日発売[4]、ISBN 978-4-04-870812-8
  5. 2012年3月10日発売[5]、ISBN 978-4-04-886392-6
  6. 2012年8月10日発売[6]、ISBN 978-4-04-886811-2
  7. 2013年3月10日発売[7]、ISBN 978-4-04-891430-7
  8. 2013年8月10日発売[8]、ISBN 978-4-04-891902-9

### 漫画
- 岩田洋季（原作）・涼香（キャラクターデザイン）・すらだまみ（作画） 『花×華』 アスキー・メディアワークス→KADOKAWA〈電撃コミックスNEXT〉、全2巻
  1. 2013年11月9日発売[9]、ISBN 978-4-04-866019-8
  2. 2015年11月10日発売[10]、ISBN 978-4-04-865484-5